# Peter Collinson (regissör)
Peter Collinson, född 1 april 1936 i Cleethorpes, Lincolnshire, död 16 december 1980 i Los Angeles, Kalifornien var en brittisk filmregissör.

## Filmografi i urval
- 1967 – Takvåningen (även manus)
- 1969 – Den vilda biljakten
- 1971 – Den galne hämnaren
- 1972 – Skjut mej inte i ryggen
- 1973 – Mannen med guldkulorna
- 1974 – Tio små negerpojkar
- 1975 – Spiraltrappan - 13 steg mot döden
- 1976 – Blodigt dubbelspel
- 1977 – Ingen dag i morgon
- 1980 – The Earthling